# Manuel Isidoro Belzu
Manuel Isidoro Belzu Humerez (La Paz, 14 aprile 1808 – La Paz, 23 marzo 1865) è stato un politico boliviano.
Colonnello dell'esercito, nel 1847 insorse contro il presidente José Ballivián e nel 1848 contro il dittatore José Miguel de Velasco, sconfiggendolo e divenendo presidente della Bolivia.
Dimessosi nel 1855, tornò in patria dieci anni dopo per far cadere il governo, ma fu ucciso.